# Promozione Campania-Molise 1984-1985
Nella stagione 1984-1985 la Promozione era sesto livello del calcio italiano (il massimo livello regionale). Qui vi sono le statistiche relative al campionato in Campania e in Molise.
Il campionato è strutturato in vari gironi all'italiana su base regionale, gestiti dai Comitati Regionali di competenza. Promozioni alla categoria superiore e retrocessioni in quella inferiore non erano sempre omogenee; erano quantificate all'inizio del campionato dal Comitato Regionale secondo le direttive stabilite dalla Lega Nazionale Dilettanti, ma flessibili, in relazione al numero delle società retrocesse dal Campionato Interregionale e perciò, a seconda delle varie situazioni regionali, la fine del campionato poteva avere degli spareggi sia di promozione che di retrocessione.

## Girone A

### Squadre partecipanti
| Club                        | Città (provincia)           | Stadio | Stagione precedente |
| --------------------------- | --------------------------- | ------ | ------------------- |
| A.S. Casale Bonito          | Casal di Principe (CE)      |        |                     |
| A.S. Cellole                | Cellole (CE)                |        |                     |
| Juvenes Frattaminorese      | Frattaminore (NA)           |        |                     |
| A.C. Montesarchio           | Montesarchio (BN)           |        |                     |
| A.S. Real Aversa            | Aversa (CE)                 |        |                     |
| Pol. San Giorgio del Sannio | San Giorgio del Sannio (BN) |        |                     |
| U.S. Sanciprianese          | San Cipriano d'Aversa (CE)  |        |                     |
| Sant'Agata-Maddalonese      | Maddaloni (CE)              |        |                     |
| U.S. Sant'Arpino            | Sant'Arpino (CE)            |        |                     |
| Sporting Secondigliano      | Napoli                      |        |                     |
| U.S. Succivo                | Succivo (CE)                |        |                     |
| S.S. Torrecuso Riviera      | Torrecuso (BN)              |        |                     |
| A.C. Villa Literno          | Villa Literno (CE)          |        |                     |
| U.S. M.R. Villaricca        | Villaricca (NA)             |        |                     |
| Virtus Paduli               | Paduli (BN)                 |        |                     |
| A.C. Virtus Sessa           | Sessa Aurunca (CE)          |        |                     |

### Classifica finale
|  | Pos. | Squadra                | Pt | G  | V  | N  | P  | GF | GS | DR  |
|  | ---- | ---------------------- | -- | -- | -- | -- | -- | -- | -- | --- |
|  | 1.   | Sanciprianese          | 47 | 30 | 18 | 11 | 1  | 40 | 17 | +23 |
|  | 2.   | Cellole                | 41 | 30 | 15 | 11 | 4  | 39 | 20 | +19 |
|  | 3.   | Real Aversa            | 35 | 30 | 13 | 9  | 8  | 37 | 24 | +13 |
|  | 4.   | Sporting Secondigliano | 34 | 30 | 12 | 10 | 8  | 34 | 23 | +11 |
|  | 5.   | Succivo                | 34 | 30 | 12 | 10 | 8  | 35 | 33 | +2  |
|  | 6.   | Villa Literno          | 32 | 30 | 13 | 6  | 11 | 32 | 25 | +7  |
|  | 7.   | Sant'Agata-Maddalonese | 31 | 30 | 10 | 9  | 11 | 41 | 28 | +13 |
|  | 8.   | Casale Bonito          | 31 | 30 | 9  | 13 | 8  | 28 | 22 | +6  |
|  | 9.   | Virtus Sessa           | 30 | 30 | 9  | 12 | 9  | 23 | 27 | -4  |
|  | 10.  | Montesarchio           | 28 | 30 | 10 | 8  | 12 | 43 | 26 | +17 |
|  | 11.  | San Giorgio Sannio     | 28 | 30 | 11 | 6  | 13 | 32 | 32 | 0   |
|  | 12.  | Sant'Arpino            | 28 | 30 | 10 | 8  | 12 | 34 | 37 | -3  |
|  | 13.  | Torrecuso Riviera      | 27 | 30 | 9  | 9  | 12 | 30 | 35 | -5  |
|  | 14.  | Virtus Paduli          | 26 | 30 | 7  | 12 | 11 | 22 | 25 | -3  |
|  | 15.  | Juvenes Frattaminorese | 18 | 30 | 5  | 8  | 17 | 29 | 62 | -33 |
|  | 16.  | M.R. Villaricca (-1)   | 9  | 30 | 2  | 6  | 22 | 18 | 81 | -63 |

## Girone B

### Squadre partecipanti
| Club                          | Città (provincia)              | Stadio | Stagione precedente |
| ----------------------------- | ------------------------------ | ------ | ------------------- |
| Pol. Bruscianese Club Azzurro | Brusciano (NA)                 |        |                     |
| Casenuove                     | Napoli                         |        |                     |
| U.S. Intercalvizzano          | Castel Volturno (CE)           |        |                     |
| U.S. Mariglianese             | Marigliano (NA)                |        |                     |
| A.C. Mugnano                  | Mugnano di Napoli (NA)         |        |                     |
| S.S. Portici                  | Portici (NA)                   |        |                     |
| A.S. Posillipo                | Napoli                         |        |                     |
| S.S. Pro San Giorgio          | San Giorgio a Cremano (NA)     |        |                     |
| S.S. Real Sant'Anna           | Napoli                         |        |                     |
| S.C. Sangiuseppese            | San Giuseppe Vesuviano (NA)    |        |                     |
| Pol. Sanità                   | Napoli                         |        |                     |
| A.C. Sansebastianese          | San Sebastiano al Vesuvio (NA) |        |                     |
| S.S.C. Santantimese           | Sant'Antimo (NA)               |        |                     |
| A.S.C. Saviano                | Saviano (NA)                   |        |                     |
| A.C. Scisciano                | Scisciano (NA)                 |        |                     |
| U.P. Sibilla Bacoli           | Bacoli (NA)                    |        |                     |

### Classifica finale
|  | Pos. | Squadra                  | Pt | G  | V  | N  | P  | GF | GS | DR  |
|  | ---- | ------------------------ | -- | -- | -- | -- | -- | -- | -- | --- |
|  | 1.   | Posillipo                | 47 | 30 | 18 | 11 | 1  | 40 | 17 | +23 |
|  | 2.   | Casenuove                | 41 | 30 | 15 | 11 | 4  | 39 | 20 | +19 |
|  | 3.   | Sant'Antimese            | 36 | 30 | 13 | 10 | 7  | 46 | 34 | +12 |
|  | 4.   | Sangiuseppese            | 35 | 30 | 13 | 9  | 8  | 35 | 24 | +11 |
|  | 5.   | Sibilla Bacoli           | 33 | 30 | 13 | 7  | 10 | 29 | 28 | +1  |
|  | 6.   | Scisciano                | 30 | 30 | 13 | 4  | 13 | 47 | 37 | +10 |
|  | 7.   | Real Sant'Anna           | 29 | 30 | 8  | 13 | 9  | 30 | 27 | +3  |
|  | 8.   | Portici                  | 29 | 30 | 8  | 13 | 9  | 32 | 22 | +10 |
|  | 9.   | Sanità                   | 29 | 30 | 10 | 9  | 11 | 41 | 39 | +2  |
|  | 10.  | Sansebastianese          | 28 | 30 | 5  | 18 | 7  | 29 | 37 | -8  |
|  | 11.  | Saviano                  | 27 | 30 | 9  | 9  | 12 | 32 | 48 | -16 |
|  | 12.  | Intercalvizzano          | 25 | 30 | 8  | 9  | 13 | 27 | 39 | -12 |
|  | 13.  | Bruscianese Club Azzurro | 24 | 30 | 9  | 6  | 15 | 26 | 39 | -13 |
|  | 14.  | Mugnano                  | 24 | 30 | 10 | 4  | 16 | 29 | 44 | -15 |
|  | 15.  | Pro San Giorgio (-5)     | 21 | 30 | 9  | 8  | 13 | 35 | 37 | -2  |
|  | 16.  | Mariglianese             | 17 | 30 | 6  | 5  | 19 | 28 | 51 | -23 |

## Girone C

### Squadre partecipanti
| Club                     | Città (provincia)            | Stadio | Stagione precedente |
| ------------------------ | ---------------------------- | ------ | ------------------- |
| U.S. Agropoli            | Agropoli (SA)                |        |                     |
| A.C. Angri               | Angri (SA)                   |        |                     |
| G.S. Bertoni Lampara     | Battipaglia (SA)             |        |                     |
| Caprese-Vico Equense     | Vico Equense (NA)            |        |                     |
| A.C. Ebolitana           | Eboli (SA)                   |        |                     |
| Pol. Internocera         | Nocera Superiore (SA)        |        |                     |
| Pol. Interstabia Calcio  | Castellammare di Stabia (NA) |        |                     |
| S.S. Nuova Sanseverinese | Mercato San Severino (SA)    |        |                     |
| A.C. Nuovo Terzigno      | Terzigno (NA)                |        |                     |
| G.S. Olevanese           | Olevano sul Tusciano (SA)    |        |                     |
| U.S. Pollese             | Polla (SA)                   |        |                     |
| Pol. Pontecagnano Faiano | Pontecagnano Faiano (SA)     |        |                     |
| U.S. Poseidon            | Capaccio (SA)                |        |                     |
| S.S. Real Gragnano       | Gragnano (NA)                |        |                     |
| A.C. Sianese             | Siano (SA)                   |        |                     |
| S.S. Solofra S.r.l.      | Solofra (AV)                 |        |                     |

### Classifica finale
|  | Pos. | Squadra              | Pt | G  | V  | N  | P  | GF | GS | DR  |
|  | ---- | -------------------- | -- | -- | -- | -- | -- | -- | -- | --- |
|  | 1.   | Real Gragnano        | 44 | 30 | 15 | 14 | 1  | 45 | 15 | +30 |
|  | 2.   | Nuovo Terzigno       | 43 | 30 | 17 | 9  | 4  | 41 | 20 | +21 |
|  | 3.   | Solofra              | 35 | 30 | 12 | 11 | 7  | 34 | 24 | +10 |
|  | 4.   | Caprese-Vico Equense | 31 | 30 | 11 | 9  | 10 | 34 | 33 | +1  |
|  | 5.   | Interstabia Calcio   | 30 | 30 | 11 | 8  | 11 | 36 | 38 | -2  |
|  | 6.   | Ebolitana            | 29 | 30 | 10 | 9  | 11 | 40 | 36 | +4  |
|  | 7.   | Pollese              | 29 | 30 | 9  | 11 | 10 | 32 | 32 | 0   |
|  | 8.   | Sianese              | 29 | 30 | 10 | 9  | 11 | 22 | 22 | 0   |
|  | 9.   | Olevanese            | 29 | 30 | 10 | 9  | 11 | 22 | 26 | -4  |
|  | 10.  | Pontecagnano Faiano  | 29 | 30 | 11 | 7  | 12 | 27 | 34 | -7  |
|  | 11.  | Nuova Sanseverinese  | 28 | 30 | 9  | 10 | 11 | 37 | 38 | -1  |
|  | 12.  | Internocera          | 28 | 30 | 9  | 10 | 11 | 27 | 36 | -9  |
|  | 13.  | Angri                | 27 | 30 | 7  | 13 | 10 | 27 | 32 | -5  |
|  | 14.  | Agropoli             | 26 | 30 | 7  | 12 | 11 | 17 | 26 | -9  |
|  | 15.  | Poseidon             | 22 | 30 | 8  | 6  | 16 | 31 | 47 | -16 |
|  | 16.  | Bertoni Lampara      | 21 | 30 | 7  | 7  | 16 | 33 | 46 | -13 |

## Spareggi promozione
Spareggi promozione tra le prime classificate
|  | Pos. | Squadra       | Pt | G | V | N | P | GF | GS | DR |
|  | ---- | ------------- | -- | - | - | - | - | -- | -- | -- |
|  | 1.   | Real Gragnano | 4  | 2 | 2 | 0 | 0 | 6  | 2  | +4 |
|  | 2.   | Posillipo     | 2  | 2 | 1 | 0 | 1 | 3  | 5  | -2 |
|  | 3.   | Sanciprianese | 0  | 2 | 0 | 0 | 2 | 0  | 2  | -2 |

| ??? 1985 | Real Gragnano | 1 – 0 | Sanciprianese |  |

| ??? 1985 | Posillipo | 1 – 0 | Sanciprianese |  |

| ??? 1985 | Real Gragnano | 5 – 2 | Posillipo |  |

### Verdetti finali
- Real Gragnano e Posillipo sono promosse al Campionato Interregionale 1985-86.